# 자본주의 사실주의

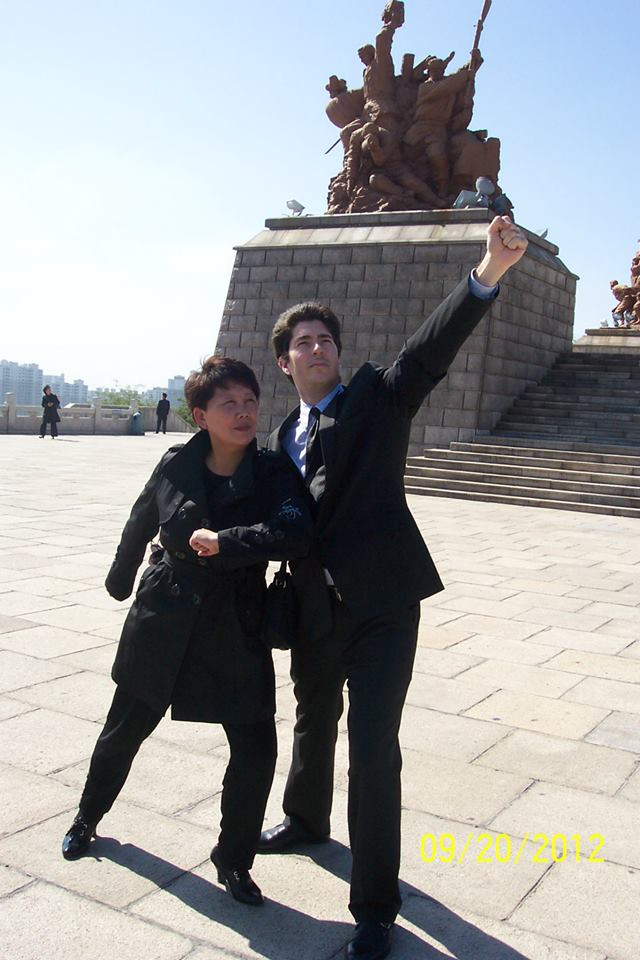
2012 Performance art titled Capitalist Realism

자본주의 사실주의(Kapitalistischer Realismus)은 1963년부터 1975년 사이에 전성기를 누렸던 예술 양식을 지칭하는 개념이다.
1963년 10월 11일 게르하르트 리히터와 콘라트 뤽이 뒤셀도르프 가구 판매점 '베르게스'에서 열린 전시회를 조직했다. 그 전시회는 "팝과 함께 하는 삶-자본주의적 사실주의를 위한 예시"라는 두 예술가가 행한 행위 예술로 막을 열었다. 사회주의 사실주의과 대립되는 개념으로 선택된 이 용어는 50년대와 60년대에 소비와 여가 시간으로 특징을 이루고 있는 서독의 '실제' 자본주의의 모습을 반어적으로 드러내는 것을 목표로 삼았다.
1963년 행위 예술 이후 '자본주의 사실주의'이라는 개념은 1963년에 시작되어 약 십년 동안 전성기를 구가했으며, 오늘날에도 여전히 영향을 미치고 있는 예술 경향을 묘사하기 위해서 사용된다. 미술가들과 밀접한 접촉을 하고 있었던 화랑 운영자이자 큐레이터였던 르네 블록(René Block)이 이 개념을 도입했다. 이 경향을 표방한 다른 대표적 미술가들로는 카를 호르스트 회디케, 지그마 폴케, 볼프 보스텔을 들 수 있다.
나중에 예술가들은 나치 과거를 억지로 잊어버리려는 태도, 성차별, 베트남 전쟁, 인종주의, 사회적 불평등과 같이 자본주의의 현실을 반영하고 있는 부분적으로는 정치적이기도 한 주제를 다루기도 했다. 표현매체로 해프닝, 그래픽, 그림, 설치 작업과 같은 것들이 사용되어서, 화보잡지, 선전, 가족 사진, 상품 세계, 일상의 용품들에서 택한 소재를 실행시켰다.
오늘날에는 자본주의 사실주의에 속하는 것으로 간주되는 작품들이 주제와 소재를 표현하는 방식 때문에 종종 부당하게도 팝 아트로 분류되곤 한다. 자본주의 사실주의의 작품들은 형상을 통해서 말하고자 하는 진술에서 팝 아트와 구분된다. 전자의 경우에는 통속적인 사물이 찬양의 태도를 통해서 예술품이라고 선언되는 반면에, 후자의 경우에는 소비와 사회에 대한 비판적 순간에 사물을 인용하는 것이 표현 뒤로 물러나서, 의미없음의 상태로 평준화된다.

## 같이 보기
- 사회주의적 사실주의
- 사회적 사실주의

## 참고 문헌
- René Block: Grafik des Kapitalistischen Realismus 1: Werkverzeichnisse bis 1971. Edition Block, Berlin, 1971.

- René Block: Grafik des Kapitalistischen Realismus 2: Werkverzeichnisse der Druckgrafik September 1971 – Mai 1976. Edition Block, Berlin, 1976.

- Hubertus Butin: KP Brehmer, K.H. Hödicke, Konrad Lueg, Wolf Vostell, Sigmar Polke, Gerhard Richter, Grafik des Kapitalistischen Realismus. Galerie Bernd Slutzky, Frankfurt am Main, 1992. ISBN 3-9802488-9-5

- Sighard Neckel(Hg.): Kapitalistischer Realismus: Von der Kunstaktion zur Gesellschaftskritik. Frankfurt am Main, 2010. ISBN 3593391821

- Susanne Küper: Konrad Lueg und Gerhard Richter: Leben mit Pop - Eine Demonstration für den Kapitalistischen Realismus in: Westdeutsches Jahrbuch für Kunstgeschichte im Dumont Buchverlag, Band LIII, Köln, 1992, S. 289 ff

- Two and One. Printmaking in Germany 1945-1990, Davis Museum and Cultural Center, Wellesley College und Kunsthalle zu Kiel, 2004. ISBN 0-9744898-0-8

- Stephan Strsembski: Kapitalistischer Realismus. Objekt und Kritik in der Kunst der 60er Jahre, Kovač, Hamburg, 2010. ISBN 978-3-8300-4919-7 (zugleich: Univ. Diss. Uni Köln 2008)